# Josef Nešvera

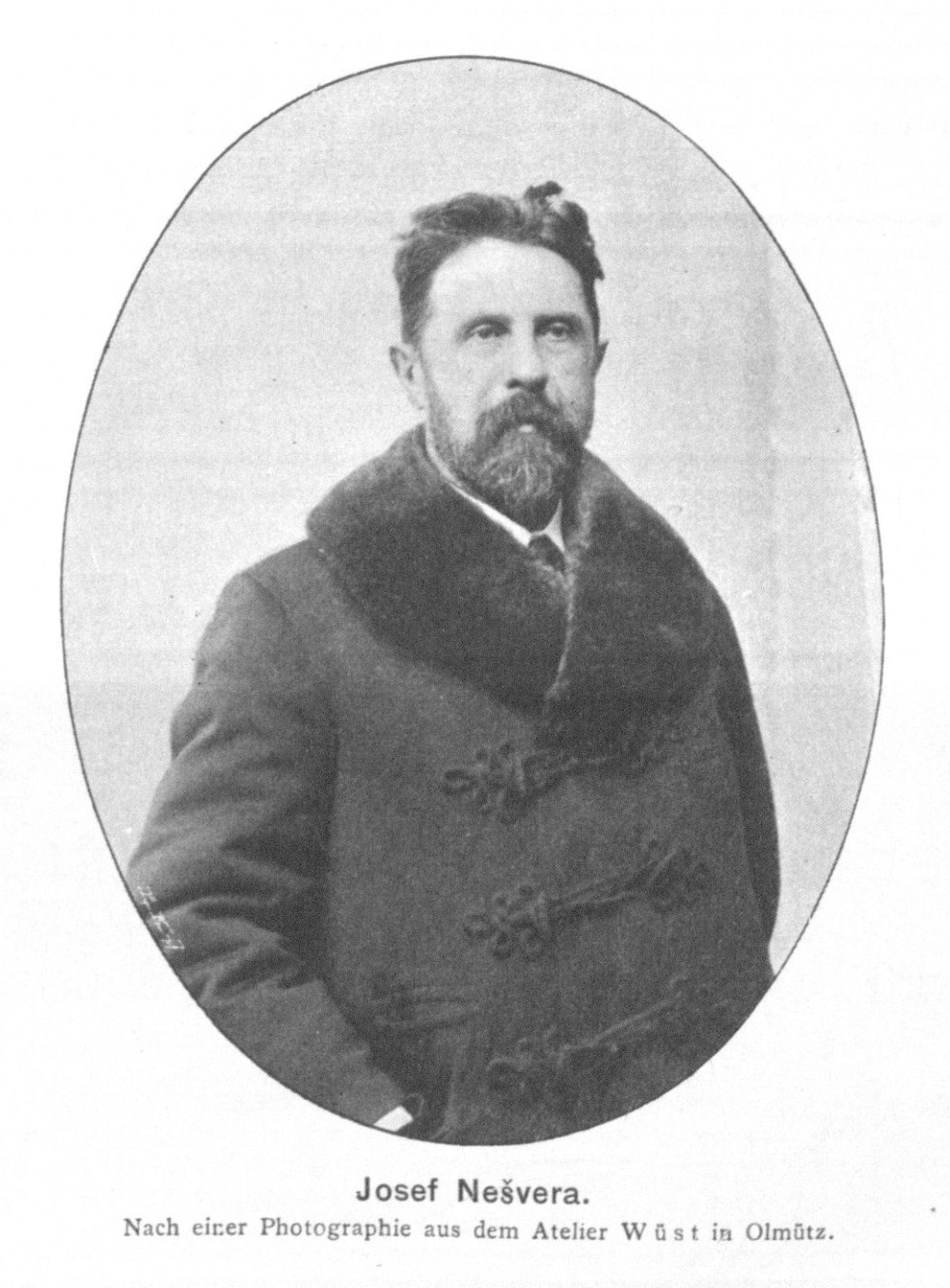
Josef Nešvera (1901)

Josef Nešvera (* 24. Oktober 1842 in Praskolesy; † 12. April 1914 in Olmütz) war ein tschechischer Komponist.
Nešvera wirkte als Chordirigent am Dom von Olmütz. Er komponierte fünf Opern (u. a. Perdita, 1897), ein Oratorium, eine Passion, ein De Profundis, mehrere Messen und Proprien. Sehr beliebt waren auch seine Walzer, Mazurken und Etüden für Klavier.